# Гюзель, Эджем
Эджем Гюзель (тур. Ecem Güzel; род. 23 февраля 1995, Стамбул) — турецкая яхтсменка, выступающая в классе Laser Radial. Выступает за команду «Галатасарай». Участница летних Олимпийских игр 2020 года в Токио от Турции .

## Биография
Гюзель родилась 23 февраля 1995 года в Пендике. Детство провела в Бодруме. Она учится в университете Мармара. Ее мать, Алев Оздинчер, является финансовым советником и судьей по парусному спорту.

## Спортивная карьера
Гюзель заинтересовалась парусным спортом в возрасте 10 лет во время летних каникул в Бодруме, на Турецкой Ривьере. Она стала заниматься парусным спортом, но её матери пришлось для этого получить ссуду, так как средств на обучение не было. В юном возрасте она выступала на лодках класса Оптимист, которые используются молодежью. Первое время она выступала в клубе «Era Yachting» из Бодрума.

### Turgutreis Belediyespor
Гюзель перешла в 2009 году в «Turgutreis Belediyespor», местный клуб в Бодруме. Она стала участвовать на подках Laser Radial, поскольку он является олимпийским классом. Гюзель дебютировала на международном уровне на турнире Laser Europa Cup 2009, проходившем в Скарлино.

### Галатасарай

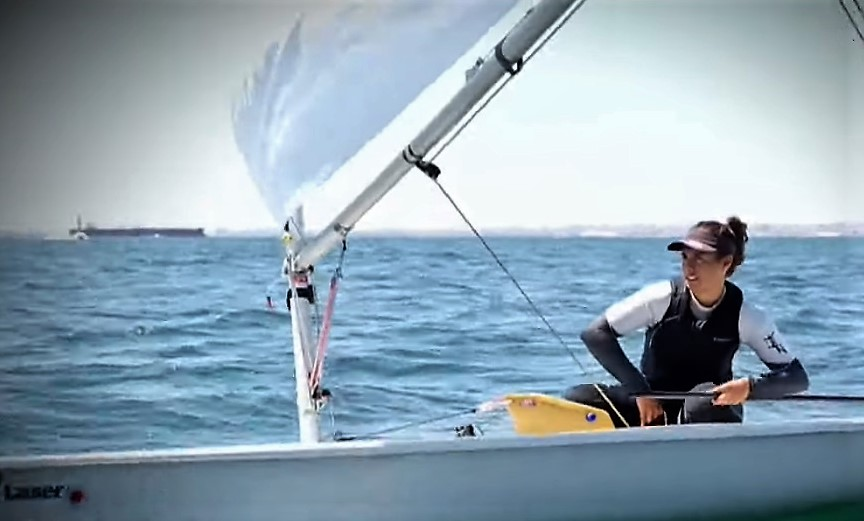
Гюзель в 2019 году

Заметив увлечение Гюзель выступлениями на международных соревнованиях, базирующийся в Стамбуле клуб «Галатасарай» принял спортсменку в 2013 году.
В 2013 году Гюзель стала серебряным призером 46-го чемпионата Балкан по парусному спорту, проходившего в Охриде. Она заняла второе место на Афинской евролимпийской неделе в марте 2014 года. В июле Гюзель заняла девятое место на чемпионате Европы среди юниоров в Наго-Торболе, а в августе стала шестой на чемпионате мира среди спортсменов до 21 года в Дуарнене.
Гюзель выиграла золотую медаль в классе Laser Radial на 47-м чемпионате Балкан по парусному спорту в Констанце в сентябре 2014 года, а в декабре заняла седьмое место на чемпионате мира по парусному спорту в Мельбурне. В сентябре 2016 года Гюзель выиграла золотую медаль на 49-м Балканском чемпионате по парусному спорту в Греции. На чемпионате мира 2017 года она заняла 37-е место. Гюзель стала восьмой на Средиземноморских играх 2018 года в Таррагоне.
Несмотря на неудачу на чемпионате мира в 2018 году, Гюзель заняла 10-е место на чемпионате мира 2019, проходившем в Сакаиминато, что принесло ей право участвовать в летних Олимпийских играх 2020 года. Она завоевала бронзовую медаль в классе Laser Radial на соревнованиях Coaches-Pre-WM-Regatta, проходивших в Мельбурне. На чемпионате мира в Мельбурне в 2020 году Гюзель заняла 29-е место.
Страховая компания Turk-Nippon объявила, что станет спонсором Гюзель на летних Олимпийских играх 2020 года.